# Paul Appell

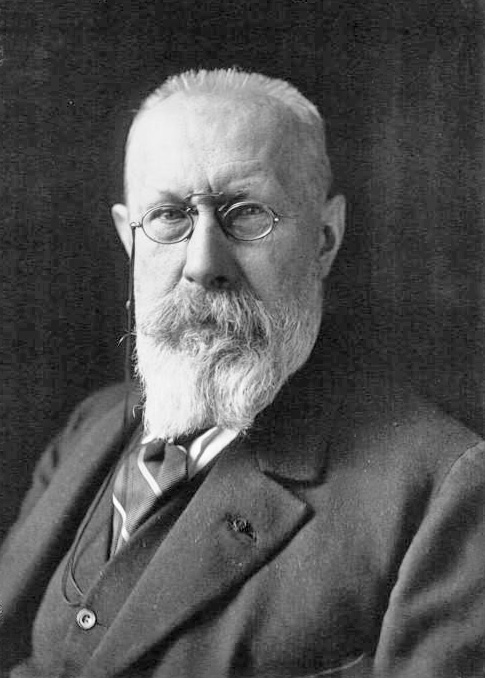
Paul Émile Appell (1921)

Paul Émile Appell (* 27. September 1855 in Straßburg, Frankreich; † 24. Oktober 1930 in Paris) war ein französischer Mathematiker.

## Leben
Appell stammte aus einer katholischen, Frankreich ergebenen Familie des Elsass, sein Vater hatte eine Färberei in Ritterhus. Appell war ebenfalls glühender französischer Patriot und wechselte nach dem Tod des Vaters in ein französischsprachiges Gymnasium. Nach der Annexion von Elsaß-Lothringen 1871 (während des Deutsch-Französischen Kriegs erlebte Appell die Belagerung von Straßburg) durch das Deutsche Reich zog er nach Nancy, wo er sich mit Henri Poincaré anfreundete. 1873 begann er sein Studium an der École normale supérieure in Paris, wo er 1876 als Bester abschloss und gleichzeitig in Mathematik promovierte. 1881 heiratete er eine Nichte von Joseph Bertrand (und von Charles Hermite). 1885 wurde er Professor für Mechanik an der Sorbonne. 1892 wurde er in die französische Akademie der Wissenschaften gewählt. 1903 bis 1920 war er Dekan der naturwissenschaftlichen Fakultät der Universität Paris und von 1920 bis 1925 Rektor der Académie (Leiter der regionalen Bildungsbehörde) von Paris. 
Er war sehr aktiv in staatlichen Komitees zur Unterrichtsreform. Während der Dreyfus-Affäre engagierte er sich für Dreyfus, der wie er aus dem Elsass stammte. Während des Ersten Weltkriegs gründete er die Secours National, die u. a. zivile Opfer des Krieges unterstützte, und danach war er in den 1920er Jahren Generalsekretär der französischen Gesandtschaft beim Völkerbund in Genf. Im Dezember 1911 wurde er zum korrespondierenden Mitglied der Russischen Akademie der Wissenschaften in Sankt Petersburg gewählt; seit 1925 war er Ehrenmitglied. Die Königliche Akademie der Wissenschaften und Schönen Künste von Belgien nahm ihn 1919 als assoziiertes und die Königlich Dänische Akademie der Wissenschaften 1922 als auswärtiges Mitglied auf.
Appell befasste sich mit Geometrie, Analysis (algebraischen Funktionen, Differentialgleichungen) und insbesondere mit Mechanik, in der er u. a. 1878 elliptische Funktionen auf die Pendelbewegung anwandte. Die sogenannten Appellschen Gleichungen (1899) stellen die allgemeinsten Bewegungsgleichungen mechanischer Systeme dar. Im Jahr 1880 führte er die nach ihm benannte Folge von Polynomen ein, deren n-tes Glied abgeleitet das n-fache des vorhergehenden ergibt. Mit Joseph Kampé de Fériet veröffentlichte er 1915 ein Buch über die Hypergeometrische Funktion und deren Verallgemeinerung.
Appell hatte drei Töchter, von denen eine Émile Borel heiratete. 1885 war er Präsident der Société Mathématique de France.

## Schriften (Auswahl)
- mit Édouard Goursat: Théorie des fonctions algébriques et de leurs intégrales: étude des fonctions analytiques sur une surface de Riemann. Gauthier-Villars, Paris 1895.
- mit Émile Lacour: Principles de la théorie des fonctions elliptiques et applications. Gauthier-Villars, Paris 1897.
- Traité de méchanique rationelle. Band 1–4. Gauthier-Villars, Paris 1893.
- Traité de méchanique rationelle. Band 5, Gauthier-Villars, Paris 1926.
- Cours de mécanique, à l'usage des élèves de la classe de mathématiques spéciales, conforme au programme du 27 juillet 1904. 2. Auflage. Gauthier-Villars, Paris 1905.
- Éléments de la théorie des vecteurs et de la géométrie analytique. Payot, Paris 1921.
- Éléments d'analyse mathématique à l'usage des candidats au certificat de mathématiques générales, des ingénieurs et des physiciens. Gauthier-Villars, Paris 1921.
- Sur les fonctions hypergéométriques de plusieurs variables, les polynomes d'Hermite et autres fonctions sphériques dans l'hyperespace. Gauthier-Villars, Paris 1925.